# Saga-Drøm
Saga-Drøm (El somni de Saga) de Carl Nielsen, també conegut com El somni de Gunnar, és un poema simfònic per a orquestra basat en la Saga islandesa de Njál. Va ser interpretada per primera vegada a la Musikforeningen de Copenhaguen el 6 d'abril de 1908 pel mateix Nielsen.

## Origen i context
Mentre treballava en la música del drama Tove de Ludvig Holstein a l'hivern de 1907–1908, Nielsen va començar a pensar a escriure una peça orquestral basada en la Saga de Njál. Les primeres traces del tema introductori per a clarinet i viola es troben en un esborrany de Tove on és tocat per una trompa. L'1 d'abril de 1908, just després de completar Tove, Nielsen va signar la còpia en net de Saga Drøm, només uns dies abans de la seva actuació programada.
Sens dubte, Nielsen va conèixer la saga de Njál i el lema de la peça "Ara Gunnar somnia; deixeu-lo gaudir del seu somni en pau" a partir de la traducció de NM Petersen. La saga explica com Gunnar, a la sortida del país amb Kolskeg i Hjort després d'haver estat condemnat a l'exili, està tan cansat que demana que s'aturi i cau en un somni turbulent. Hjort pregunta si haurien de despertar-lo, però en Kolskeg respon: "No, deixa que gaudeixi del seu somni". En el seu somni, Gunnar s'imagina que estan sent atacats per llops. Ell i Kolskeg aconsegueixen defensar-se però Hjort és assassinat. Els altres veuen que Gunnar està tenint un malson, però Kolskeg encara insisteix que no s'ha de molestar.

## Recepció
Les crítiques de l'actuació inicial a la Societat de Música el 6 d'abril de 1908 no van ser gaire favorables. Dannebrog va sostenir:
"No és música en absolut, res més que juxtaposicions de sons i una acumulació eterna de pianissimo a fortissimo. William Behrend, escrivint a Illustreret Tidende, va concloure que tot i que la peça tenia un "efecte molt estimulant... sembla que no té proporcions: ser alhora massa curt i massa llarga, com poden ser els somnis després de tot."
Robert Henriques, escrivint a Vort Land, va dir
"És tant el somni despert d'un fantasista com un somni adormit el que el compositor volia representar. Tota la peça presenta un xoc entre la realitat de la vida (el moviment del fugato) i la vida com a etapa preparatòria per a un més enllà (el coral) . Enmig de la peça, Carl Nielsen ha intentat pintar definitivament la confusió que ens apodera quan una idea rere l'altra se'ns precipita pel cap Ho ha fet molt originalment en una cadenza lliure de flauta, oboè i clarinet, posteriorment unida pel fagot., violins i uns quants tremolos de timbales. El somni de Daga mostra una vegada més la capacitat del talentós compositor d'entrellaçar fines fibres d'atmosfera en un teixit de notes que expressa la imaginació que busca la profunditat d'una personalitat distintiva. En aquesta música no hi ha res d'enganyós, tot i que no sempre és fàcil trobar un camí directe cap a la comprensió immediata de l'oient. Però aquesta música no s'ha de descartar ja que parla amb el seu propi llenguatge seriós i penetrant."

## Música
La inusual inserció d'una cadenza lliure a la meitat de l'obra pot explicar per què diversos crítics van mostrar reticència en aprovar la peça. Kristeligt Dagblad es referia específicament a "un intermezzo d'un tipus que difícilment es pot descriure en termes musicals: sonava més com una orquestra afinant per a un concert". Tanmateix, aquest enfocament compositiu es reflecteix a El Mercat d'Ispahan d'Aladdin op. 34 (1918–1919) de Nielsen, on diverses seccions de l'orquestra es construeixen sobre elles mateixes.

En una entrevista a Politiken publicada uns anys més tard, Nielsen va explicar el seu treball amb cert detall:
"M'agrada molt la peça. Es manté gairebé en piano tot el temps i musicalment és molt radical. Representa el somni de Gunnar de Hlidarende, aquesta figura meravellosa de la Saga de Njál, que saquejava i matava, però que encara estava fet d'una matèria més noble i estava avançat al seu temps. Somia amb un futur més brillant i millor per a la humanitat, i he intentat, en tons apagats, donar veu a les estranyes idees generades en el somni. Entre altres coses, hi ha quatre cadenzes per a oboè, clarinet, fagot i flauta que flueixen de manera bastant lliure entre elles, sense connexió harmònica i sense marcar el temps. Són com quatre fluxos de pensament, cadascun seguint el seu propi camí, diferentment i aleatòriament a cada interpretació, fins que convergeixen en un punt de repòs, com si flueixin cap a una resclosa on es reuneixen."